# حزب الشعب الديمقراطي (حشد)
حزب الشعب الديمقراطي ( حشد ) حزب سياسي يمني ، تقدم للتسجيل في لجنة شئون الأحزاب 5 ديسمبر 1996 و حصل على قرار التسجيل من لجنة شئون الأحزاب في 26 أكتوبر 1997 . الأمين العام للحزب صلاح الصيادي .

## العملية السياسية
- لم يشارك في الانتخابات النيابية الأولى 1993 ولم يشارك أيضاً في الانتخابات الثانية 1997 .
- شارك في الانتخابات النيابية الثالثة 2003 ولم يحصل على أي مقعد وحصل على 4077 صوت من إجمالي الأصوات الصحيحة البالغ عددها 5996049 وبنسبة  0.07%.